# Chicho Sibilio
Cándido Antonio Sibilio Hughes, detto Chicho (San Cristóbal, 3 ottobre 1958 – San Gregorio de Nigua, 10 agosto 2019), è stato un cestista e allenatore di pallacanestro dominicano naturalizzato spagnolo.

## Carriera
Con la Spagna ha disputato i Giochi olimpici di Mosca 1980, due edizioni dei Campionati mondiali (1982, 1986) e quattro dei Campionati europei (1981, 1983, 1985, 1987).

## Palmarès

### Giocatore
- Campionato spagnolo: 5

Barcellona: 1980-81, 1982-83, 1986-87, 1987-88, 1988-89
- Copa del Rey: 8

Barcellona: 1978, 1979, 1980, 1981, 1982, 1983, 1987, 1988
- Supercoppa spagnola: 1

Barcellona: 1987
- Copa Príncipe de Asturias: 1

Barcellona: 1988
- Liga catalana: 5

Barcellona: 1980, 1981, 1982, 1983, 1984, 1985
- Coppa Korać: 1

Barcellona: 1986-87
- Coppa delle Coppe: 2

Barcellona: 1984-85, 1985-86
- Coppa Intercontinentale: 1

Barcellona: 1985
- Supercoppa europea: 1

Barcellona: 1986